# Nghị quyết 2065 của Đại Hội đồng Liên Hợp Quốc
Nghị quyết A/RES/2065 (XX) của Đại Hội đồng Liên Hợp Quốc, được thông qua ngày 16 tháng 12 năm 1965, công nhận sự tồn tại của tranh chấp chủ quyền giữa Vương quốc Anh và Argentina đối với Quần đảo Falkland. Nghị quyết này thừa nhận rằng vấn đề Quần đảo Falkland là một phần của tình hình thuộc địa phải được giải quyết theo tinh thần nêu trong nghị quyết 1514 (XV), trong đó nêu mục tiêu xóa bỏ mọi hình thức chủ nghĩa thực dân. Nghị quyết kêu gọi các bên giải quyết tranh chấp chủ quyền ngay lập tức, có tính đến lợi ích của người dân đảo.

## Lịch sử
Vào ngày 3 tháng 1 năm 1833, quân đội Anh đã trục xuất chính quyền và người dân Argentina đang sinh sống tại Quần đảo Falkland và bắt đầu cuộc chiếm đóng bất hợp pháp, tạo nên một tình hình thuộc địa đặc biệt chưa từng có. Sự chiếm đoạt này đánh dấu sự khởi đầu của cuộc xung đột về chủ quyền của Quần đảo Falkland.
Vào cuối những năm 1950, Đại Hội đồng  quyết định thúc đẩy quá trình phi thực dân hóa trên toàn cầu.
Ngày 14 tháng 12 năm 1960, Nghị quyết 1514 (XV) về "Tuyên bố về trao trả độc lập cho các nước và các dân tộc thuộc địa" đã được thông qua với 89 phiếu thuận, không có phiếu chống và 9 phiếu trắng, hầu hết là từ các quốc gia thực dân. Văn bản này mở ra cánh cửa cho các cuộc đàm phán song phương giữa Argentina và Vương quốc Anh. Trong bốn điểm (2, 4, 6 và 7), văn bản đề cập đến bản chất của vấn đề: tôn trọng quyền tự quyết, thống nhất dân tộc và toàn vẹn lãnh thổ. Điều này đã được xác nhận vào năm sau bởi Nghị quyết 1654 (XVI), thành lập nên cái được gọi là "Ủy ban đặc biệt gồm Hai mươi bốn" sau Nghị quyết 1810 để giám sát quá trình phi thực dân hóa. Đặc biệt, vấn đề Quần đảo Falkland nằm trong thẩm quyền của Tiểu ban III.
Vào đầu phiên họp tháng 9 năm 1964, các đoàn đại biểu của cả hai nước được phép tham gia tranh luận nhưng không có quyền bỏ phiếu. Luận án của Argentina được trình bày bởi cố vấn pháp lý của Bộ Ngoại giao, José María Ruda, và luận án của Anh được trình bày bởi Cecil King. Cuộc trao đổi tranh luận diễn ra khá sôi nổi, khi hầu hết các thành viên đều nghiêng về lập trường của Argentina. Tiểu ban III đã đưa ra một báo cáo nêu rõ kết luận của các cuộc thảo luận, trong đó mâu thuẫn với từng lập luận của Vương quốc Anh.
Tiểu ban III đã nhất trí thông qua báo cáo và chuyển đến Ủy ban đặc biệt gồm Hai mươi bốn. Ở đó, lập luận từ bước trước được lặp lại. Vương quốc Anh đã cố gắng đưa vấn đề này lên cấp độ song phương để ngăn chặn mọi cuộc thảo luận tiếp theo về vấn đề này tại Liên Hợp Quốc. Một lần nữa, ngoại giao Argentina đã chiến thắng và các thành viên của cơ quan này cũng nhất trí chấp nhận kết luận của báo cáo đã nhận được. Syria đã đưa ra một động thái bổ sung để đưa từ "Malvinas" xuất hiện cùng với từ "Falkland Islands" trong mọi tài liệu chính thức của cơ quan này. Động thái này đã được thông qua với 19 phiếu thuận, Vương quốc Anh chống và hai phiếu trắng. Báo cáo mới sau đó được chuyển đến Ủy ban thứ tư về các vấn đề thuộc địa của Đại Hội đồng để thảo luận, nơi báo cáo dự kiến sẽ được xem xét vào năm sau.
Sau khi dự thảo nghị quyết được thông qua với 87 phiếu thuận và 13 phiếu trắng, vào ngày 16 tháng 12 năm 1965, Đại Hội đồng đã thông qua nghị quyết 2065 (XX) trên cơ sở báo cáo của Ủy ban thứ tư với 94 phiếu thuận, không có phiếu chống và 14 phiếu trắng. Văn bản chính thức đề xuất hai chính phủ tiến hành đàm phán về chủ quyền theo các điểm nêu trên của báo cáo Tiểu ban III. Về cơ bản, tuyên bố này khẳng định rằng Quần đảo Falkland không thể được phi thực dân hóa dựa trên nguyên tắc tự quyết và kêu gọi cả hai bên báo cáo với Ủy ban đặc biệt của Hội đồng Hai mươi bốn và Đại Hội đồng về tiến độ đàm phán.
Sau khi thông qua Nghị quyết 2065, Vương quốc Anh đã cố gắng đưa ra một tài liệu tham khảo rõ ràng về quyền tự quyết trong văn bản sau này trở thành Nghị quyết 40/21 ngày 27 tháng 11 năm 1985, nhưng Đại Hội đồng Liên Hợp Quốc đã thẳng thừng bác bỏ. Lý do rất đơn giản: không giống như những trường hợp thông thường của chủ nghĩa thực dân, tức là sự khuất phục toàn bộ một dân tộc bởi một cường quốc châu Âu, vấn đề Quần đảo Falkland liên quan đến việc một quốc gia độc lập trẻ tuổi bị một cường quốc thực dân hùng mạnh nhất thời bấy giờ chiếm mất một phần lãnh thổ và dân số.

## Bỏ phiếu
Kết quả bỏ phiếu như sau:
Thuận: Brasil, Bulgaria, Myanmar, Burundi, Cộng hòa Xã hội chủ nghĩa Xô viết Byelorussia, Cameroon, Cộng hòa Trung Phi, Ceylon, Chile, Trung Quốc, Colombia, Congo (Brazzaville), Congo (Cộng hòa Dân chủ Congo), Costa Rica, Cuba, Tiệp Khắc, Dahomey, Cộng hòa Dominica, El Salvador, Ethiopia, Gabon, Ghana, Hy Lạp, Guatemala, Guinea, Haiti, Honduras, Hungary, Ấn Độ, Iran, Iraq, Ireland, Israel, Ý, Bờ Biển Ngà, Jamaica, Nhật Bản, Jordan, Kenya, Kuwait, Lebanon, Liberia, Libya, Luxembourg, Madagascar, Malawi, Malaysia, Maldives, Mali, Mauritanie, México, Mông Cổ, Maroc, Nepal, Nicaragua, Niger, Nigeria, Pakistan, Panama, Paraguay, Perú, Philippines, Ba Lan, Romania, Rwanda, Ả Rập Xê Út, Sénégal, Sierra Leone, Somalia, Tây Ban Nha, Sudan, Syria, Thái Lan, Togo, Trinidad và Tobago, Tunisia, Thổ Nhĩ Kỳ, Uganda, Cộng hòa Xã hội chủ nghĩa Xô viết Ukraina, Liên bang Cộng hòa Xã hội chủ nghĩa Xô viết, Cộng hòa Ả Rập Thống nhất, Cộng hòa Thống nhất Tanzania, Thượng Volta, Uruguay, Venezuela, Yemen, Nam Tư, Zambia, Afghanistan, Algérie, Argentina, Áo, Bỉ, Bolivia.
Tổng cộng, 87 % thành viên Liên hợp quốc đã bỏ phiếu ủng hộ nghị quyết này.
Chống: Không có.
Trắng: Canada, Đan Mạch, Phần Lan, Pháp, Iceland, Hà Lan, New Zealand, Na Uy, Bồ Đào Nha, Nam Phi, Thụy Điển, Vương quốc Liên hiệp Anh và Bắc Ireland, Hoa Kỳ, Úc.
Vắng mặt: Chín quốc gia.

## Nghị quyết 2065 (XX)
Nghị quyết 2065 (XX) nêu rõ như sau: thứ nhất, có tranh chấp về chủ quyền đối với Quần đảo Falkland; Thứ hai, tranh chấp này là giữa hai bên, và chỉ có hai bên, đó là Chính phủ Cộng hòa Argentina và Vương quốc Anh; thứ ba, tranh chấp này phải được giải quyết thông qua đàm phán giữa hai chính phủ, và đây là cách duy nhất để chấm dứt tình trạng thuộc địa; Thứ tư, khi tìm kiếm giải pháp này, cả hai bên phải tính đến lợi ích của người dân Quần đảo Falkland, điều này loại trừ việc áp dụng nguyên tắc tự quyết. Điều đáng nhớ là vào năm 1985, Đại Hội đồng đã có lập trường rõ ràng về vấn đề này khi bác bỏ hai sửa đổi của Anh nhằm đưa nguyên tắc này vào dự thảo nghị quyết có liên quan.
Nghị quyết 2065 (XX) của Đại Hội đồng loại trừ việc áp dụng nguyên tắc tự quyết đối với Quần đảo Falkland vì nếu chấp nhận sự tồn tại của tranh chấp chủ quyền thì việc áp dụng đoạn 2 của nghị quyết 1514 (XV) sẽ trái ngược với đoạn 6, vì việc trao quyền tự quyết cho cư dân của quần đảo sẽ có nghĩa là vi phạm toàn vẹn lãnh thổ của Cộng hòa Argentina. Hơn nữa, việc đề cập đến "lợi ích" của người dân, chứ không phải "mong muốn" của họ, nêu trong nghị quyết 2065 (XX), xác nhận rằng quyền tự quyết không áp dụng đối với Quần đảo Falkland, vì người dân là người Anh, được đưa đến đó với mục đích thành lập một thuộc địa và chưa bao giờ bị một thế lực thực dân khuất phục hoặc chinh phục, như yêu cầu của nghị quyết 1514 (XV). Vương quốc Anh đã vi phạm toàn vẹn lãnh thổ của Cộng hòa Argentina bằng cách chiếm đóng một phần lãnh thổ của nước này rồi chuyển dân số của mình đến các đảo. Quyền tự quyết áp dụng cho các dân tộc khác ngoài những dân tộc thuộc thế lực thực dân, những người là nạn nhân của sự áp bức, thống trị và bóc lột của nước ngoài. Quyền tự quyết không thể được trao cho một nhóm dân tộc không sở hữu hợp pháp lãnh thổ đó. Vì người dân đảo được chính quyền thực dân cố tình tái định cư để phục vụ lợi ích của mình nên họ không phải là bên thứ ba trong cuộc xung đột này. Dân số này có nguồn gốc từ cuộc chiếm đóng Quần đảo Falkland của chính quyền thực dân vào năm 1833, khi chính quyền này trục xuất chính quyền hợp pháp và dân số Argentina bản địa và thay thế họ bằng thần dân Anh, trước khi áp dụng chính sách di cư phân biệt đối xử cản trở sự trở về của người Argentina ban đầu sống ở đó và việc định cư sau đó của công dân Argentina. Vì lý do này, người dân đảo không phải là một dân tộc theo nghĩa pháp lý của thuật ngữ này. Do đó, vấn đề Quần đảo Falkland liên quan đến một vùng lãnh thổ bị thuộc địa chứ không phải một dân tộc bị thuộc địa.
Trong đoạn 6 của nghị quyết 1514 (XV), Đại Hội đồng tuyên bố rằng "bất kỳ nỗ lực nào nhằm phá hủy một phần hoặc toàn bộ sự thống nhất quốc gia và toàn vẹn lãnh thổ của bất kỳ quốc gia nào –trong trường hợp này là Cộng hòa Argentina– đều không phù hợp với mục đích và nguyên tắc của Hiến chương Liên Hợp Quốc". Trong vấn đề Quần đảo Falkland, trước cuộc tấn công của hành động đế quốc thế kỷ 19 vào chủ quyền và toàn vẹn lãnh thổ của một nước cộng hòa độc lập là Argentina, được chính Vương quốc Anh công nhận, nguyên tắc toàn vẹn lãnh thổ được ưu tiên hơn nguyên tắc tự quyết.
Tóm lại:
- Sự tồn tại của tranh chấp về chủ quyền của các đảo giữa Argentina và Vương quốc Anh đã được công nhận.
- Nghị quyết 1514 áp dụng cho lãnh thổ (không phải dân số) của Quần đảo Falkland.
- Quyền tự quyết không áp dụng cho dân số Quần đảo Falkland.
- Ủy ban đặc biệt được khuyến cáo nên mời cả hai bên tham gia đàm phán theo hướng tính đến lợi ích (không phải mong muốn) của người dân đảo.

## Văn học
- Kohen, Marcelo G.; Rodríguez, Facundo D. Las Malvinas entre el derecho y la historia, Buenos Aires, Eudeba, 2015, ISBN 978-950-23-2528-6.
- Hope, Adrián F. J. «Sovereignty and Decolonization of the Malvinas (Falkland) Islands». Boston College International and Comparative Law Review, Vol. 6, N° 2, 1983.